# Bonifacio Ondó Edu

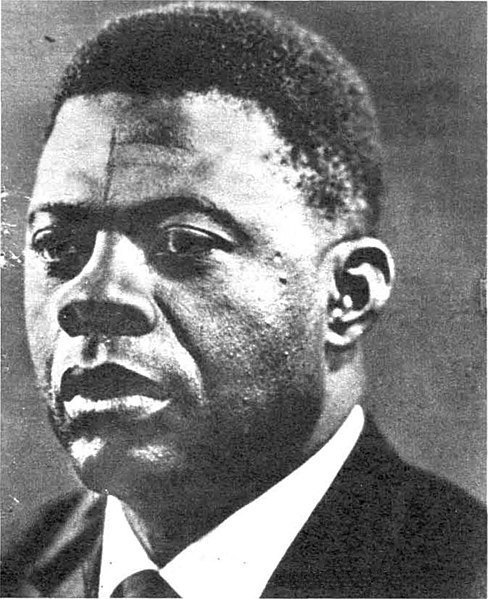
Bonifacio Ondó Edu

Bonifacio Ondó Edú-Aguong (1922 – april 1969), was een politicus uit Equatoriaal-Guinea.
Ondó Edu behoorde tot de Fang-bevolkingsgroep. Hij studeerde aan een missieschool en was cathecheet. Hij werd voorzitter van de Movimiento Nacional de Unidad de Guinea Ecuatorial (MUNGE). In 1963 werd hij premier van het Spaanse overzeese gebiedsdeel Equatoriaal-Guinea en een jaar later president van de autonome regering van Equatoriaal-Guinea.
In 1968 werd Equatoriaal-Guinea onafhankelijk van Spanje. Bij de presidentsverkiezingen van dat jaar werd niet Ondó Edu tot president van de republiek gekozen, maar Francisco Macías Nguema. Macías Nguema liet vervolgens Ondó Edu arresteren en gevangenzetten. Volgens de officiële lezing pleegde hij een jaar later in zijn cel zelfmoord. Het is echter zeker niet uitgesloten dat hij werd vermoord.